# Yeomen Warders
Oddíl Yeomen Warders of His Majesty’s Royal Palace and Fortress the Tower of London and Members of the Sovereign’s Body Guard of the Yeoman Guard Extraordinary, česky Svobodní páni, strážci královského paláce Jeho Veličenstva a pevnosti Tower of London a členové tělesné stráže panovníka a zvláštní stráže svobodných pánů, lidově známí jako Beefeaters, jsou slavnostní strážci londýnského Toweru. V zásadě odpovídají za jakékoli případné vězně v Toweru a ručí za ochranu britských korunovačních klenotů. Od dob viktoriánské éry také provázejí návštěvníky Toweru.
Všichni strážci jsou vysloužilci z ozbrojených sil království Commonwealthu a musí mít minimálně hodnost Warrant officer (WO) s nejméně 22 léty služby. Musí být rovněž držiteli medaile za dlouhou službu a dobré chování (anglicky Long Service and Good Conduct Medal). Od roku 2011 tvoří posádku 37 strážců (Yeomen Warders) a jeden vrchní strážce (Chief Warder).
Ačkoli jsou Yeomen Warders často označováni jako Yeomen of the Guard, což je samostatný sbor královské tělesné stráže britského panovníka, ve skutečnosti jsou v rámci této stráže samostatnou jednotkou. Gilbertova a Sullivanova opera The Yeomen of the Guard (1888), která se odehrává v 16. století, tedy v dřívější době před rozdělením obou sborů, se tedy týká právě Yeomen Warders.

## Etymologie názvu Beefeater

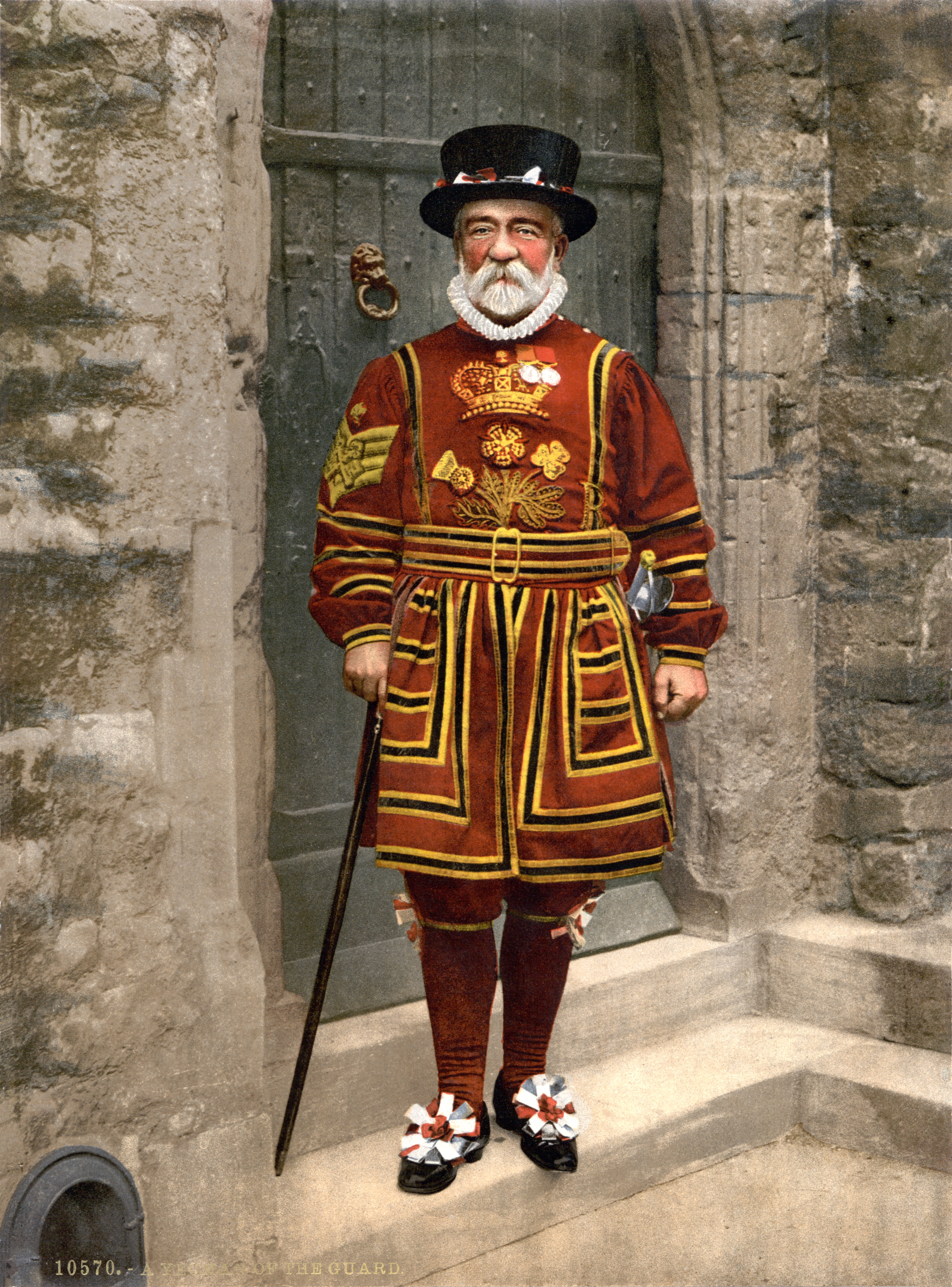
Strážce v tudorovském státním oděvu, asi 1895

Jméno Beefeater je nejistého původu, existují různé odvozeniny. Výraz byl běžný již v 17. století jako slangové označení pro Angličany obecně. Nejstarší spojení s královskou rodinou se objevilo díky dobové zmínce Cosima III. Medicejského, velkovévody toskánského, který v roce 1669 často navštěvoval dvůr. V souvislosti s Yeomen of the Guard totiž prohlásil: „U dvora dostávají denně velmi velký příděl hovězího masa a mohli by se nazývat Beef-eaters“. Název Beefeater byl přenesen na Yeomen Warders, a to kvůli vnější podobnosti těchto dvou sborů a větší přítomnosti Yeoman Warders na veřejnosti. Beefeaters také běžně vyráběli a konzumovali vývary z hovězího masa, které byly popisovány jako bohaté a vydatné. Těmto vývarům se tehdy říkalo bef nebo beffy.
Ačkoli se jedná o nejčastěji citovanou etymologii, a to i samotným sborem, někteří etymologové si všimli podobnosti tohoto termínu s hláf-æta, staroanglickým výrazem pro služebníka, lit. „pojídač chleba“, protějšek slov hlaford „chlebodárce“ a hlæfdige, z nichž se stalo „pán“, respektive „dáma“. Často se uvádí tvrzení, že název pochází z buffetier (starofrancouzský výraz znamenající „číšník nebo sluha“ u příborníku), například ve Skeatově Etymologickém slovníku anglického jazyka (vydaném v letech 1879-1882), protože jednou z úloh beefeaterů bylo obsluhovat krále při jídle; tato etymologická kniha však dochází k závěru, že pro tuto domněnku „neexistuje ani nejmenší důkaz“. Také další spolehlivé zdroje naznačují, že bufetář je nepravděpodobné, že by byl zdrojem tohoto slova.

## Historie

### Tudorovci

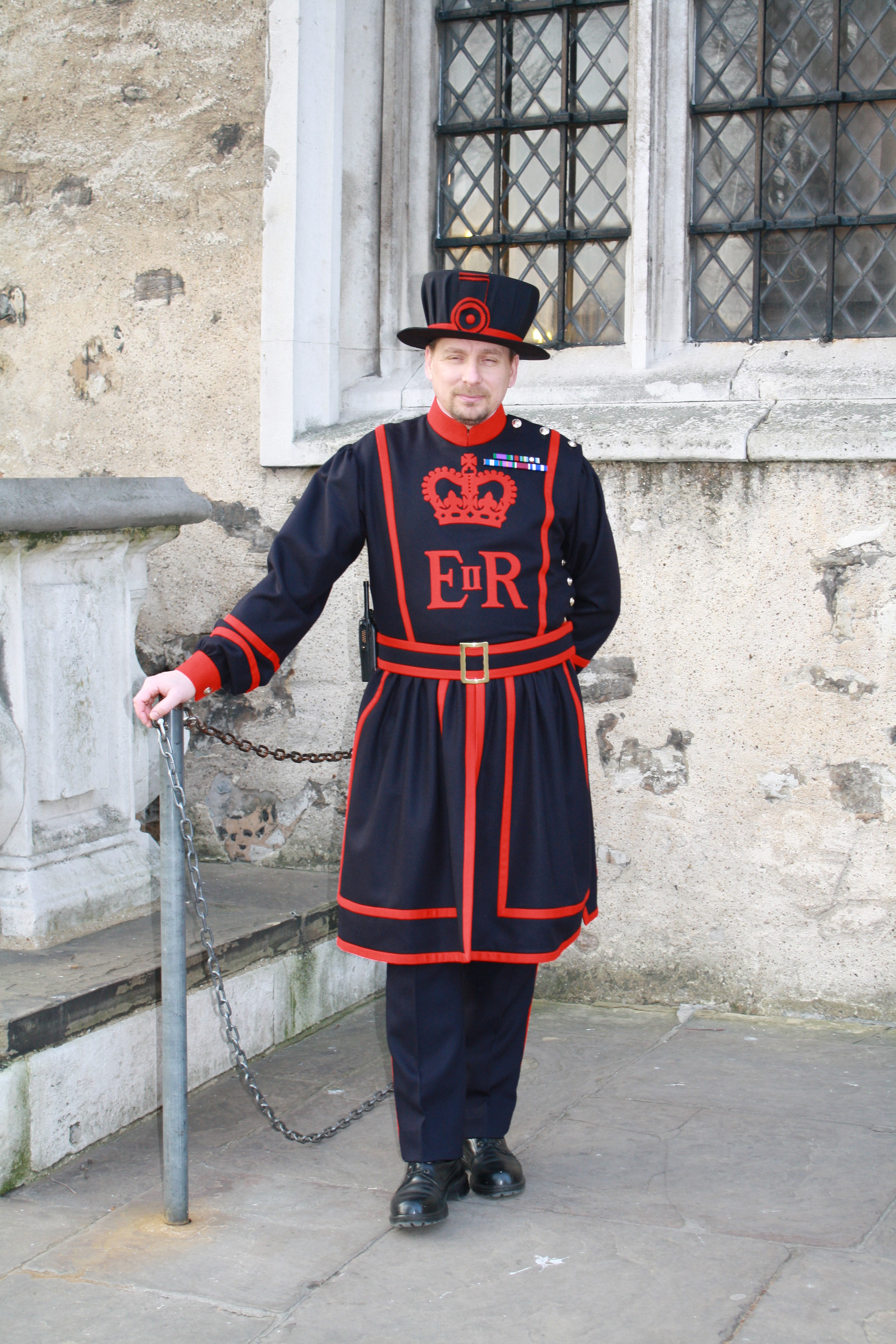
Yeoman Warder

Yeomen Warders byli založeni v roce 1485 králem Jindřichem VII., prvním panovníkem z dynastie Tudorovců; Tudorovská růže, heraldický odznak dynastie, je součástí odznaku Yeomen Warders dodnes. Byla založena po bitvě u Bosworthu a je nejstarším existujícím vojenským sborem a nejstarší královskou tělesnou stráží.
V roce 1509 Jindřich VIII. přesunul své oficiální sídlo z londýnského Toweru. Tower si zachoval formální status královského paláce a na znamení této události zde byla ponechána skupina dvanácti příslušníků gardy jako symbolická posádka. Název tohoto oddílu byl později změněn na Tower warders, což přesněji odráželo jejich skutečné povinnosti. Jako strážci bez jakýchkoli ceremoniálních státních funkcí ztratili právo nosit šarlatovou královskou livrej nyní samostatných strážných. To jim však bylo vráceno za vlády Eduarda VI. (1547-1553), údajně na žádost vysokého dvorního úředníka, který byl v Toweru krátce vězněn a na kterého chování strážců udělalo dojem.
Původní tudorovská stráž se dělila na dvě kategorie: běžnou (tj. stálou) stráž a doplňkové oddíly mimořádné stráže. Například v roce 1550 čítala obyčejná stráž 105 mužů a dalších 300 mimořádných yeomenů. Až do roku 1549 byla stráž v Toweru počítána mezi mimořádné, ale v tomto roce byla povýšena na řadové yeomeny. Mezi oběma skupinami byl značný mzdový rozdíl. V roce 1562 dostával obyčejný yeoman 16 d denně, zatímco mimořádný yeoman dostával stejný plat jako obyčejný pěšák (4 d nebo 6 d). V roce 1551 byl počet řadových yeomenů rozšířen na 200 mužů, z nichž 100 mělo být lučištníků a 100 halapartníků, ale tyto počty se neudržely. Uniformu v této době tvořil sametový plášť zdobený stříbrným pozlacením, který se nosil přes zbroj.
Stálou posádku Toweru tvořili Yeomen Warders, ale konstábl Toweru je mohl v případě potřeby doplnit muži z oblasti Tower Hamlets. Tower Hamlets byla oblast v té době podstatně větší než stejnojmenná moderní londýnská čtvrť, která konstáblovi z titulu jeho funkce lorda poručíka Tower Hamlets vděčila za vojenskou službu.

## Současné povinnosti

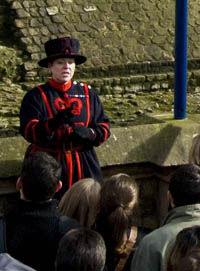
Moira Cameronová, první ženská dozorkyně.

V roce 2018 pracovalo 37 strážců a jeden vrchní strážce. Kdysi byli především strážci v doslovném smyslu slova, ale v moderní době je jejich role především ceremoniální; v rámci svých 21 povinností se stali uvítacími a průvodci návštěvníků.
Všichni Yeoman Warders jsou vysloužilými příslušníky ozbrojených složek; aby mohli být jmenováni, musí být „bývalým Warrant Officer 1. nebo 2. třídy (nebo odpovídající hodnosti v jiných službách“ a za výjimečných okolností Staff Sergeant Královského námořnictva, Britské armády, Královského letectva nebo Královské námořní pěchoty; musí získat medaili za dlouhou službu a dobré chování; a musí mít odslouženo 22 let v pravidelných ozbrojených službách. Až do roku 2009 se z námořníků strážci stát nemohli. Důvodem byla skutečnost, že námořníci královského námořnictva - na rozdíl od vojáků, námořní pěchoty a letců - skládají přísahu věrnosti admiralitě, nikoli panovníkovi samému. V roce 2009 se námořníci mohli stát členy Yeoman Warders poté, co královna Alžběta II. vyhověla žádosti guvernéra Toweru a umožnila jim sloužit ve vyšších hodnostech královského námořnictva.
Yeomen Warders obvykle nosí „svlékací“ uniformu tmavě modré barvy s červeným lemováním. Při návštěvách panovníka v Toweru nebo při státních příležitostech nosí strážci červené a zlaté uniformy podobné uniformám Yeomen of the Guard. Tyto uniformy jsou Yeoman Warders označovány jako Tudorovský státní oděv.

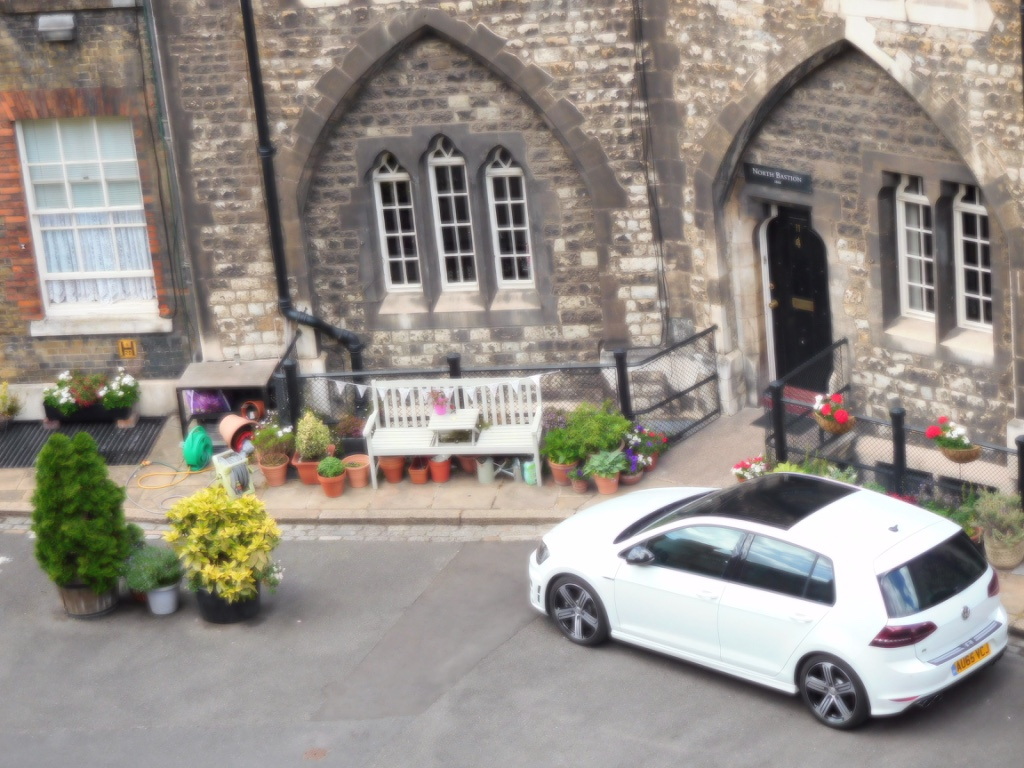
Londýnský Tower, obytný dům

Yeomen Warders a jejich rodiny žijí ve vázaném ubytování uvnitř pevnosti a platí obecní daně a nájemné. Většina z nich má také domov mimo areál, aby si mohli odpočinout od pracovního prostředí. Yeoman Warders Club je hospoda určená výhradně pro strážce a jejich pozvané hosty. Musí vlastnit dům mimo pevnost, který obývají, když odejdou do důchodu. Některá obydlí pocházejí ze 13. století. Komunitu londýnského Toweru tvoří tito Yeoman Warders a jejich rodiny, rezidentní guvernér a důstojníci, kaplan a lékař.
Yeomen Warders se každý večer účastní tzv. obřadu předávání klíčů.
Dne 1. července 2007 se první ženou v historii této instituce stala Moira Cameronová, která sloužila jako dozorkyně. Cameronová vstoupila do armády v roce 1985 ve věku 20 let. Ve věku 42 let a jako WO 2. třídy získala nedlouho před svým jmenováním kvalifikaci. Předtím sloužila jako superintendentka na velitelství brigády u sboru generálního adjutanta.
V roce 2009 byli suspendováni tři strážci mužského pohlaví, kteří byli obviněni ze šikanování Cameronové; dva byli propuštěni a jeden byl následně po měsíčním vyšetřování znovu přijat do funkce s tím, že obvinění proti němu se neprokázala.
V prosinci 2018 uspořádali strážci, členové odborového svazu GMB, několikahodinovou stávku na protest proti plánovaným změnám v jejich systému penzijních dávek, které vyžadovaly, aby zaměstnanci přispívali podstatně vyšší částkou. Stávkovou akci podnikli tito zaměstnanci také o 55 let dříve.
V červenci 2020 oznámila Historic Royal Palaces (HRP), charitativní organizace, která se stará o londýnský Tower, nařízení nuceného propouštění kvůli ztrátám na příjmech z turistického ruchu v důsledku výluky v důsledku pandemie covidu-19. Snížení mezd je opatřením k přežití a představuje první případ od roku 1485, kdy by byl propuštěn někdo z řad Yeomen Warders.

## Pán krkavců

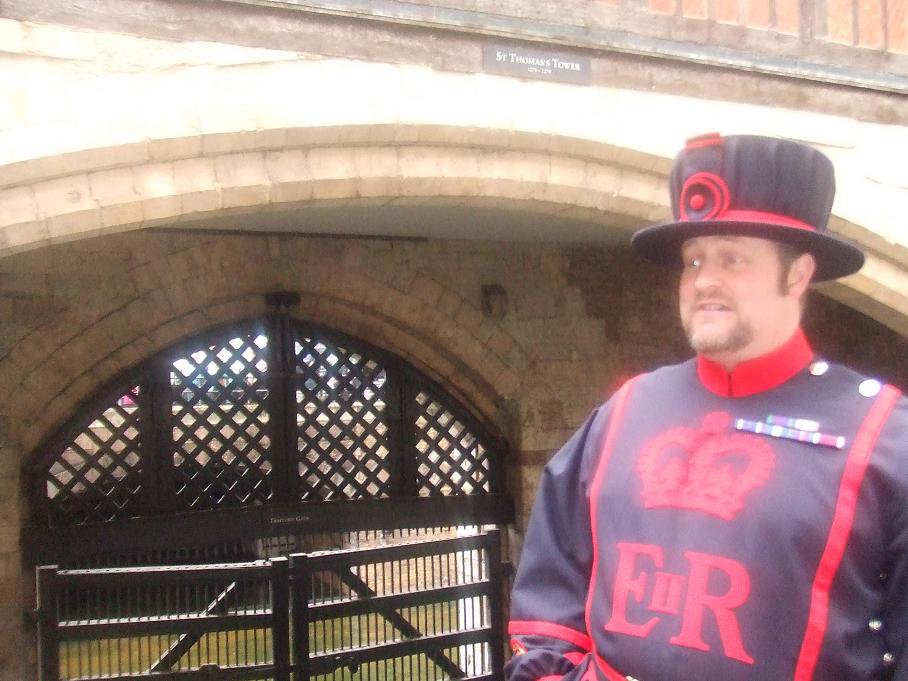
Chris Skaife – pán krkavců před tzv. Bránou zrádců

Yeoman Warden Ravenmaster (zkráceně Ravenmaster) je jeden z Yeomen Warders, který má na starosti péči o krkavce v londýnském Toweru. Tento oficiální titul se používá od 60. let 20. století.
Není známo, jak dlouho krkavci v londýnském Toweru žijí, ale sídlili zde již v době krále Karla II. Legenda tvrdí, že pokud krkavci někdy Tower opustí, Bílá věž spadne a království postihne katastrofa. Když si astronom John Flamsteed stěžoval, že krkavci ruší práci observatoře, Karel je původně nařídil zahubit, ale když si připomněl legendu, rozhodl se podle pověsti raději přemístit Královskou observatoř do Greenwiche. Nařídil, že v Toweru musí vždy zůstat nejméně šest krkavců. Přítomnost krkavců v zajetí se pravděpodobně datuje až do pozdějšího 19. století. Podle jednoho zdroje je první známou zmínkou o těchto ptácích obrázek krkavců v zajetí z roku 1883.
Od roku 2018 je pánem krkavců v londýnském Toweru Staff Sergeant ve výslužbě Christopher Skaife, který převzal funkci po Derricku Coyleovi a o svých zkušenostech s touto funkcí napsal vzpomínkovou knihu The Ravenmaster: My Life with the Ravens at the Tower of London (Pán krkavců: Můj život s krkavci v londýnském Toweru).
Aby krkavci nemohli odletět, bylo jejich peří tradičně zastřiženo tak, aby nemohli letět v přímém směru na jakkoli významnou vzdálenost. Krkavci se však mohli volně pohybovat po areálu Toweru. V poslední době jim krkavčí pán méně zastřihává křídla a peří, aby mohli alespoň v omezené míře létat, a ne pouze poskakovat nebo plachtit, a mohli se dostat i na vrcholky budov. Jednomu z ptáků, Merlině, bylo dovoleno létat na přístaviště na Temži, ale vždy se vrátila zpět díky poutu se svým chovatelem. Během dosavadního Skaifeho působení utekl pouze jeden krkavec, Munin, kterého však chytil někdo z veřejnosti.
Krkavčí pán vypouští ptáky z klecí a každý den za úsvitu jim připravuje snídani. Strážci se vyjádřili, že „skutečnými beefeatery“ v Toweru jsou ve skutečnosti právě krkavci. Tradičně je krkavčí pán krmil syrovým hovězím masem, které nakupoval na masném trhu Smithfield. Do jejich jídelníčku se přidávají také další potraviny, například kuřata, jehněčí, myši a prasečí srdce, ale také burské oříšky a psí suchary namočené v krvi a rybách, v naději, že tato taktika zabrání ptákům vybírat jídlo z odpadkových košů.